# Тен Раувелар, Йелле
Йелле тен Раувелар (нидерл. Jelle ten Rouwelaar; род. 24 декабря 1980, Яуре) — нидерландский футболист и футбольный тренер. Будучи игроком, на позиции вратаря выступал за клубы «Эммен», ПСВ, «Гронинген», «Твенте», ПЕК Зволле, «Эйндховен», венскую «Аустрию» и НАК Бреда.
После завершения карьеры игрока был тренером вратарей в клубах НАК Бреда, молодежной сборной, бельгийском «Андерлехте», английском «Бернли», амстердамском «Аяксе» и в английском «Манчестер Юнайтед».

## Клубная карьера
Тен Раувелар родился в Яуре, провинция Фрисландия и начал футбольную карьеру в юношеской команде одноимённого клуба. В 1995 году перешёл в академию клуба «Эммен», благодаря руководителю молодёжной подготовки Яна де Йонга, интерес также проявили «Гронинген», «Камбюр» и «Херенвен». Летом 1998 года перешёл в основной состав клуба.
После успешного сезона, Йелле тен перешёл в ПСВ, составив конкуренцию за место второго вратаря Патрику Лодевейксу, основным вратарём стал Роналду Ватеррёсу. Несмотря на то что, тен Раувелар взял в команде первый номер, он стал игроком запаса. 21 сентября 2009 года в матче против ПЕК Зволле он дебютировал в Эредивизи. В первом туре Лиги чемпионов УЕФА 2002/03 против французского «Осера» он дебютировал в еврокубках и провёл «сухой» матч, несмотря на это его выступление было раскритиковано, а главный тренер Гус Хиддинк больше не доверял игроку.
Зимой 2003 года, «Гронинген» арендовал тен Раувелара до конца сезона из-за травмы Роя Бёкенкампа. 9 февраля в поединке против «Твенте» он дебютировал за новый клуб. По окончании арендного соглашения, был арендован клубом «Твенте». 16 августа в матче против «Розендал» он дебютировал в составе «тюккерс». По окончании сезона, тен Раувелар подписывает арендное соглашение с ПЕК Зволле и становится основным вратарём. Несмотря на желание клуба из Зволле продлить аренду ещё на один сезон, Йелле тен был арендован клубом «Эйндховен».
В 2006 году по окончании контракта, тен Раувелар на правах свободного агента стал игроком венской «Аустрии». 17 марта в поединке против «Рида» он дебютировал в австрийской Бундеслиге. Всего провёл за клуб 4 матча в чемпионате, по личным обстоятельствам, тен Раувелар захотел покинуть клуб, несмотря на действующий контракт до 2008 года.
Летом 2007 года за неизвестную сумма стал игроком НАК Бреда. 26 августа в матче против «Фейеноорда» он дебютировал за новый клуб.
В апреле 2016 года, пропустив из-за смерти матери матч чемпионата против «Альмере Сити», тен Раувелар прервал серию из 280 матчей подряд в составе НАК Бреда, побив рекорд Руда Хеспа (204 матча). На 61-й минуте поединка против «Гоу Эхед Иглз», болельщики соперников удостоили память матери тен Раувелара овациями и спели песню «You’ll Never Walk Alone». По окончании сезона 2015/16, 35 летний вратарь объявил о завершении карьеры игрока.

## Карьера в сборной
В марте 2011 года, главный тренер национальной сборной Берт ван Марвейк вызвал Тен Раувелара на матчи отборочного турнира ЧЕ-2012, на поле не выходил.

## Тренерская карьера
Летом 2016 года после завершения игровой карьеры, Раувелер стал тренером вратарей НАК Бреда, в ходе тренерской деятельности разработал собственную систему подготовки, был тренером таких вратаря как Барт Вербрюгген и Андрис Нопперт и Ник Олей. В сезоне 2018/19 вошёл в тренерский штаб молодежной сборной. С 2020 по 2024 годы входил в тренерский штаб бельгийского тренера Венсана Компани в бельгийском «Андерлехте» и затем английском «Бернли».
После ухода Компани в «Баварию», Йелле тен покинул «Бернли», подписав однолетний контракт с «Аяксом». В июле 2024 года спустя две недели после назначения в амстердамский «Аякс», «Манчестер Юнайтед» выкупил контракт Раувелера за 100 тысяч евро.